# إيل جيكداي نويان
إيل جيكداي نويان (وفاة 1250) كان قائد المغول في فارس. عيّنه جيوك خان ابن أوقطاي خان وحفيد جنكيز خان وثالث خاقانات الإمبراطورية المغولية خلفًا لبايجو نويان في قيادة جيش المغول في فارس، وكلّفه بفتح هراة.